# 王家美術宮 (布魯塞爾)
美術宮（法語：Palais des Beaux-Arts）是布魯塞爾一處多功能的文化場所，法語通稱「博扎」（BOZAR，諧音），荷蘭語簡寫為PSK。由维克多·奥塔主責建造，亨利·勒伯夫資助經費，1929年竣工。館內設有展場、會議室、劇場及音樂廳等設施，也是比利時國家管弦樂團的駐地。

## 歷史
主設計開始於一戰之後不久，奥塔在此採取了裝飾風的設計，一反個人過去的作品風格。最初比利時國會拒絕提供資金，工程的推進一度遭遇困難。1922年美術宮協會（Société du Palais des Beaux-Arts）成立，繼續推動新場館的興建。1923年主體工程正式開始，不過仍有幾個困難：建地地形不甚規則，容納商用設施的設計，整體建物高度的限制等。工期約十年，直到內部的大廳、小廳等所有設施完成為止。
「博扎」的稱法起於2002年，現在是美術宮對外的正式名稱之一。除了比利時國家管弦樂團駐紮在此外，場館也曾接待許多世界一流的樂團在此演出。此外，伊麗莎白大賽的決賽也在美術宮舉行。美術宮一年可以舉行十場大型展覽，展出包括芙烈達·卡蘿、凱斯·哈林與威尼斯画派的作品。

## 建築特色
原始的設計是石造，後來才變更為鋼筋混凝土建築，外牆的外觀也經過改變。值得一提的是，由於限高的因素，許多廳室都位於地下層。
出於其設計與優秀的聲學效果，布魯塞爾美術宮列名於世界百大廳院之一。

## 設施
- 亨利·勒伯夫廳，座席數2,200
- 室內樂室，座席數476
- 维克多·奥塔廳
- 小音樂廳，座席數210
- 特雅肯廳（Salle Terarken）
- 其他展廳

## 人物
- 羅伯特，第7任杜賽爾（D'Ursel）公爵
- 總監保羅·迪雅爾丹（荷兰语：Paul Dujardin (directeur)）（2002年迄今）

## 多媒體

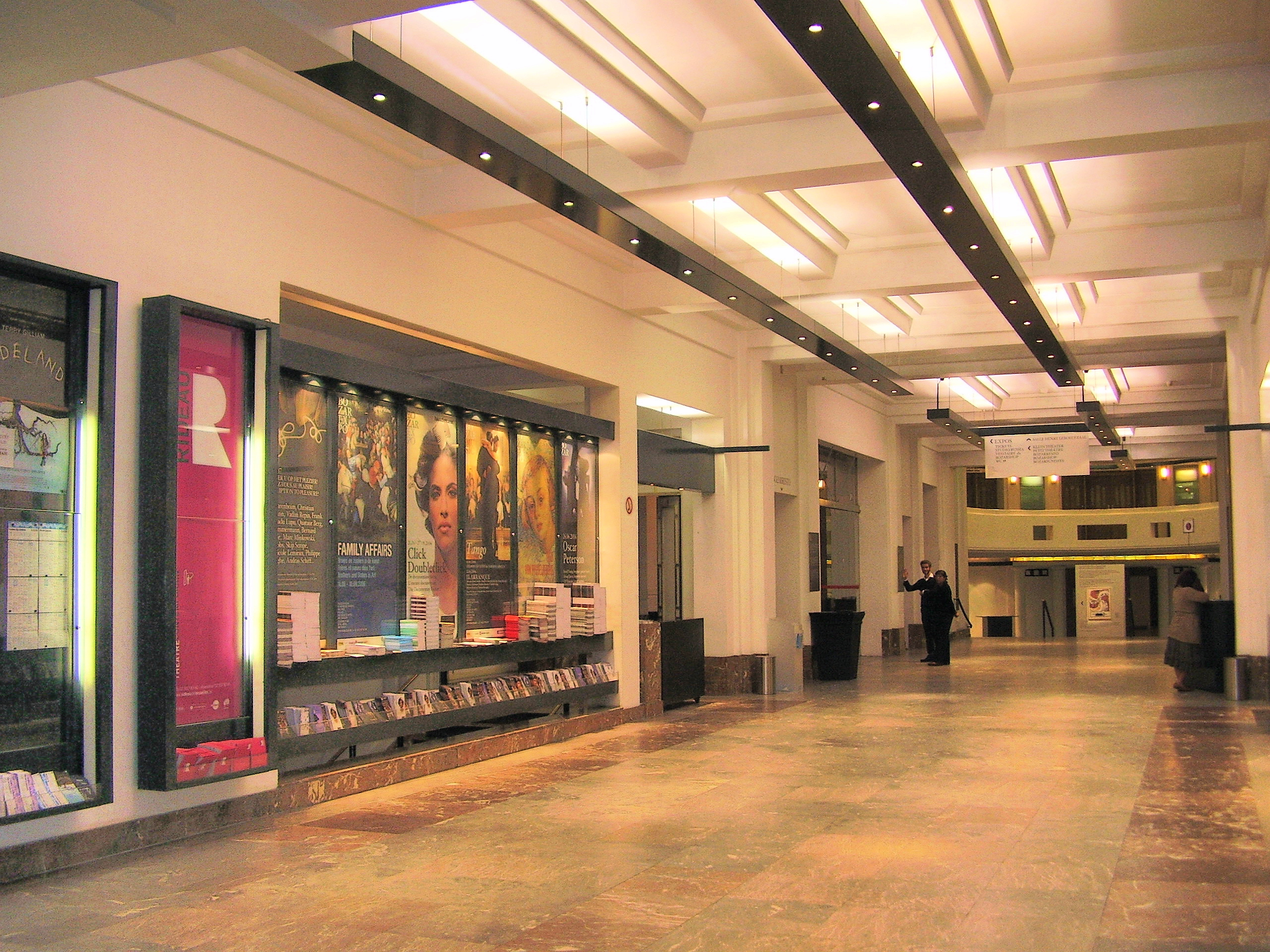
Vestibule
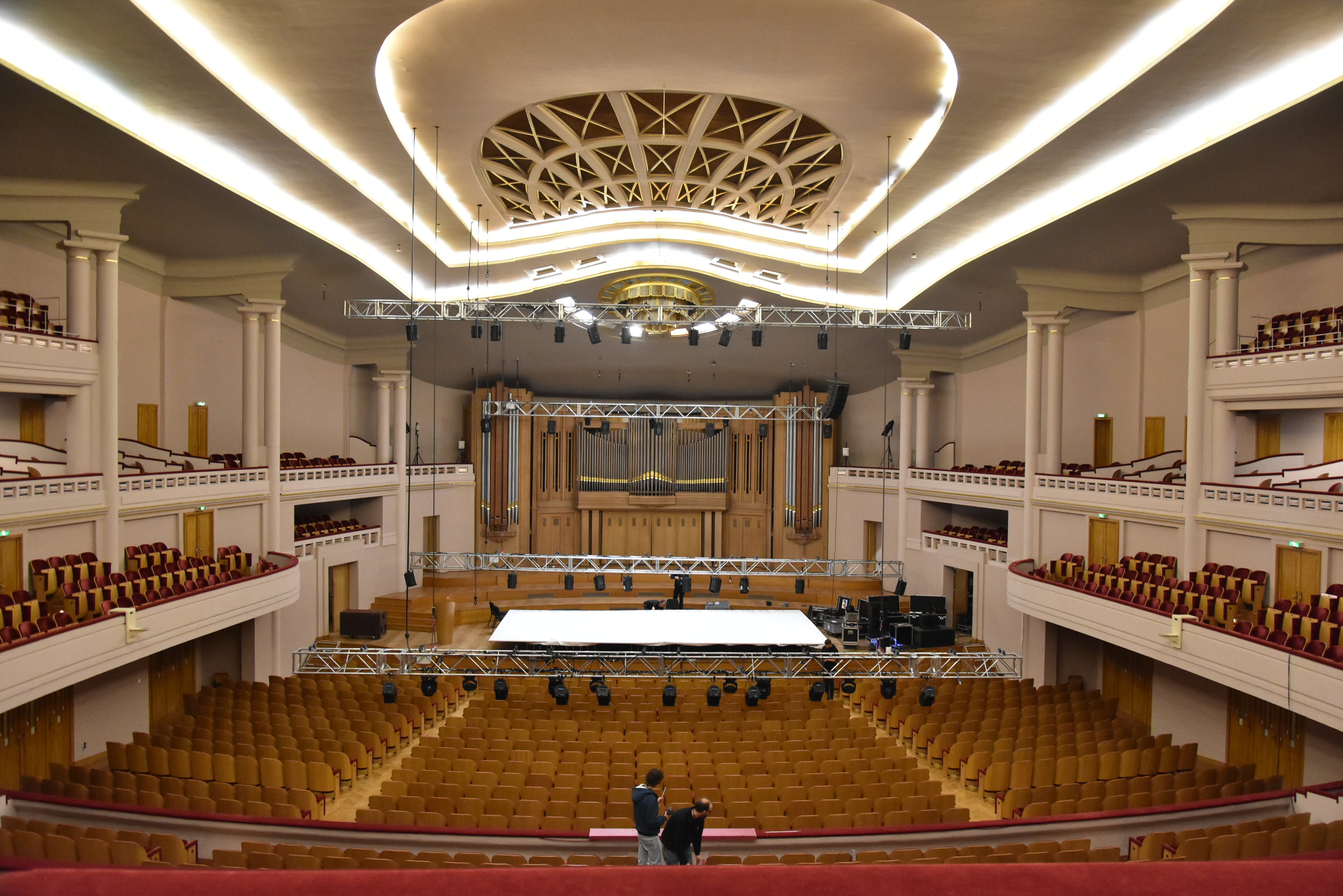
Henry Le Boeuf Hall
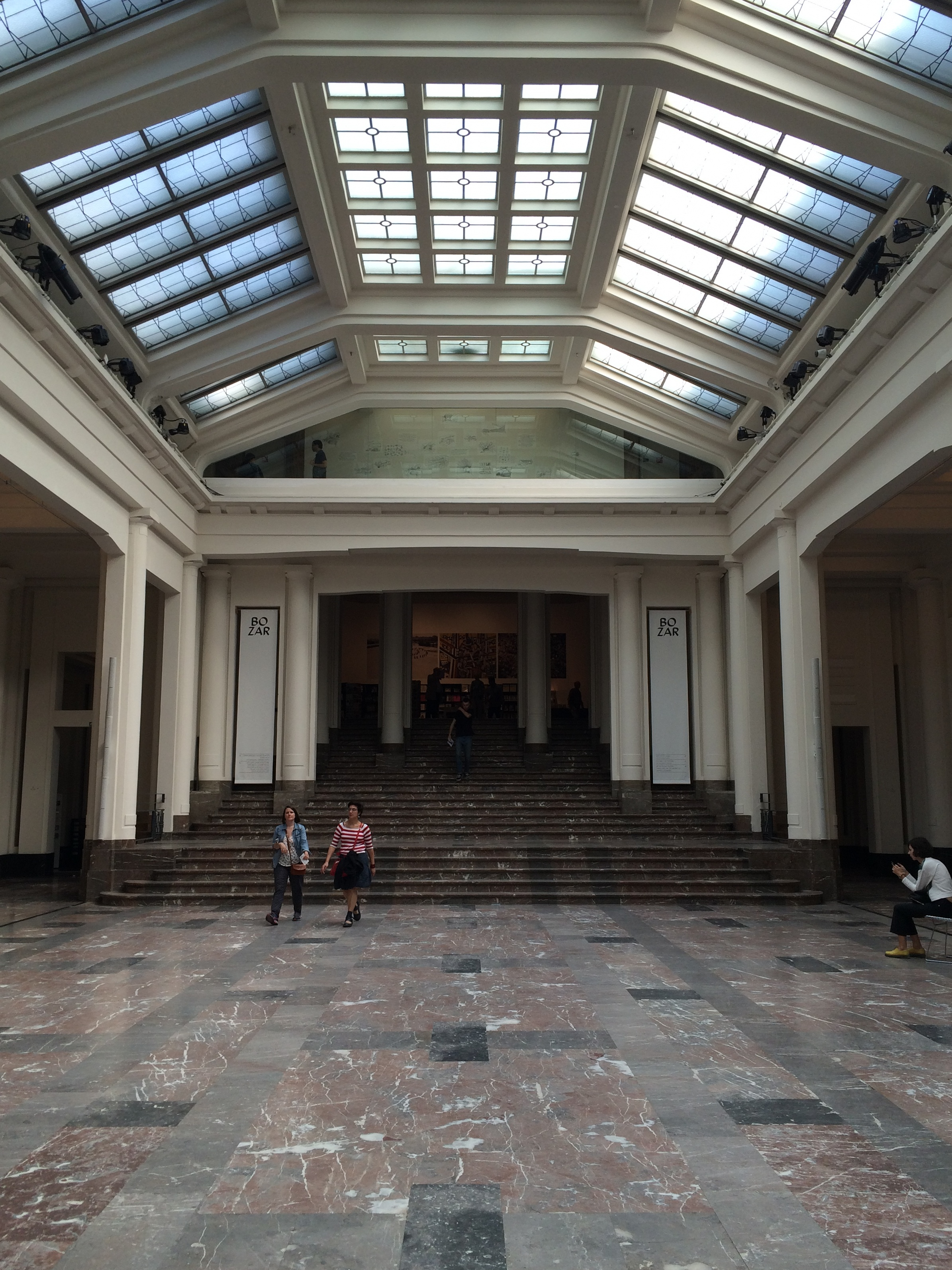
Exhibition hall
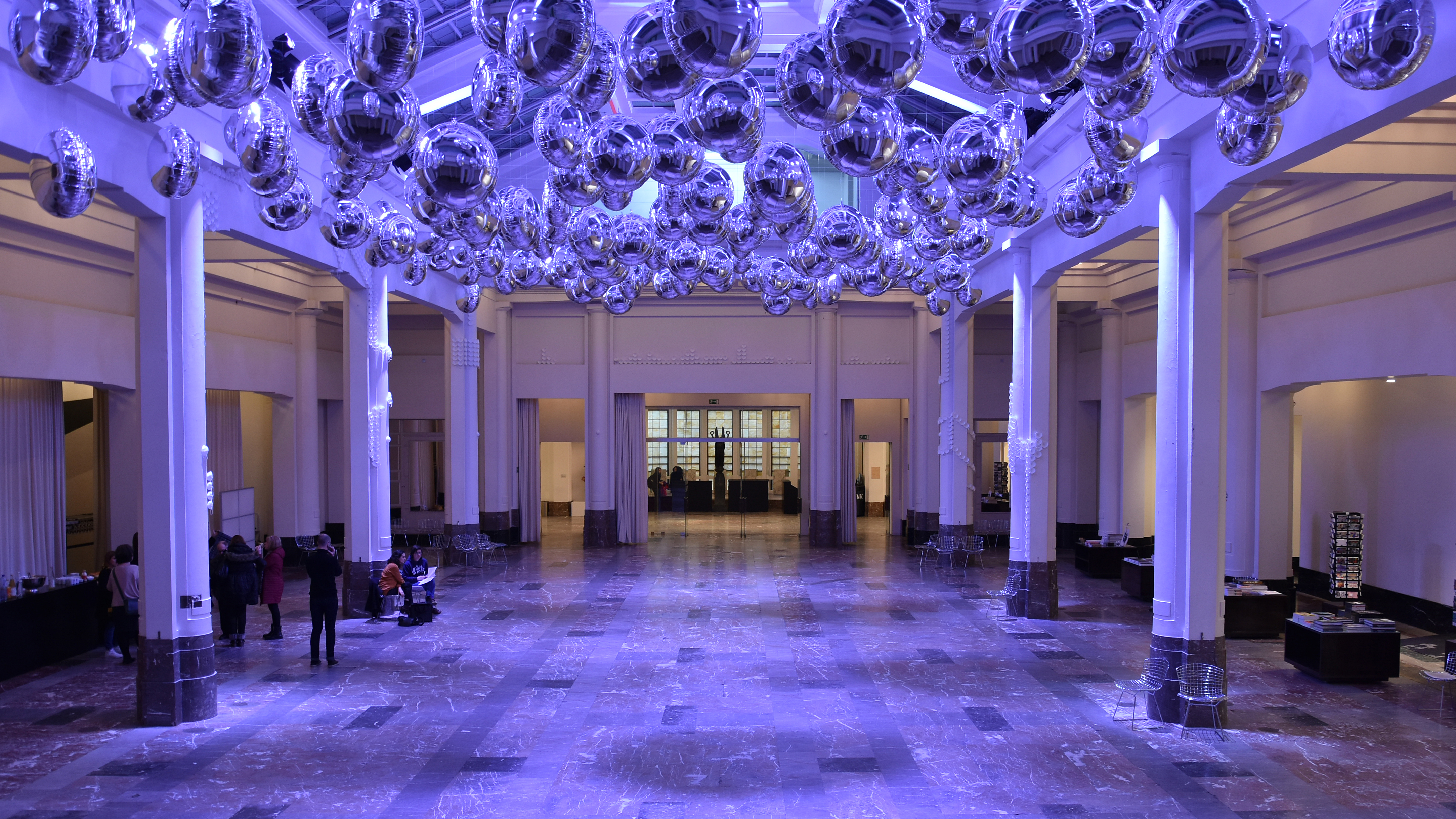
Interior
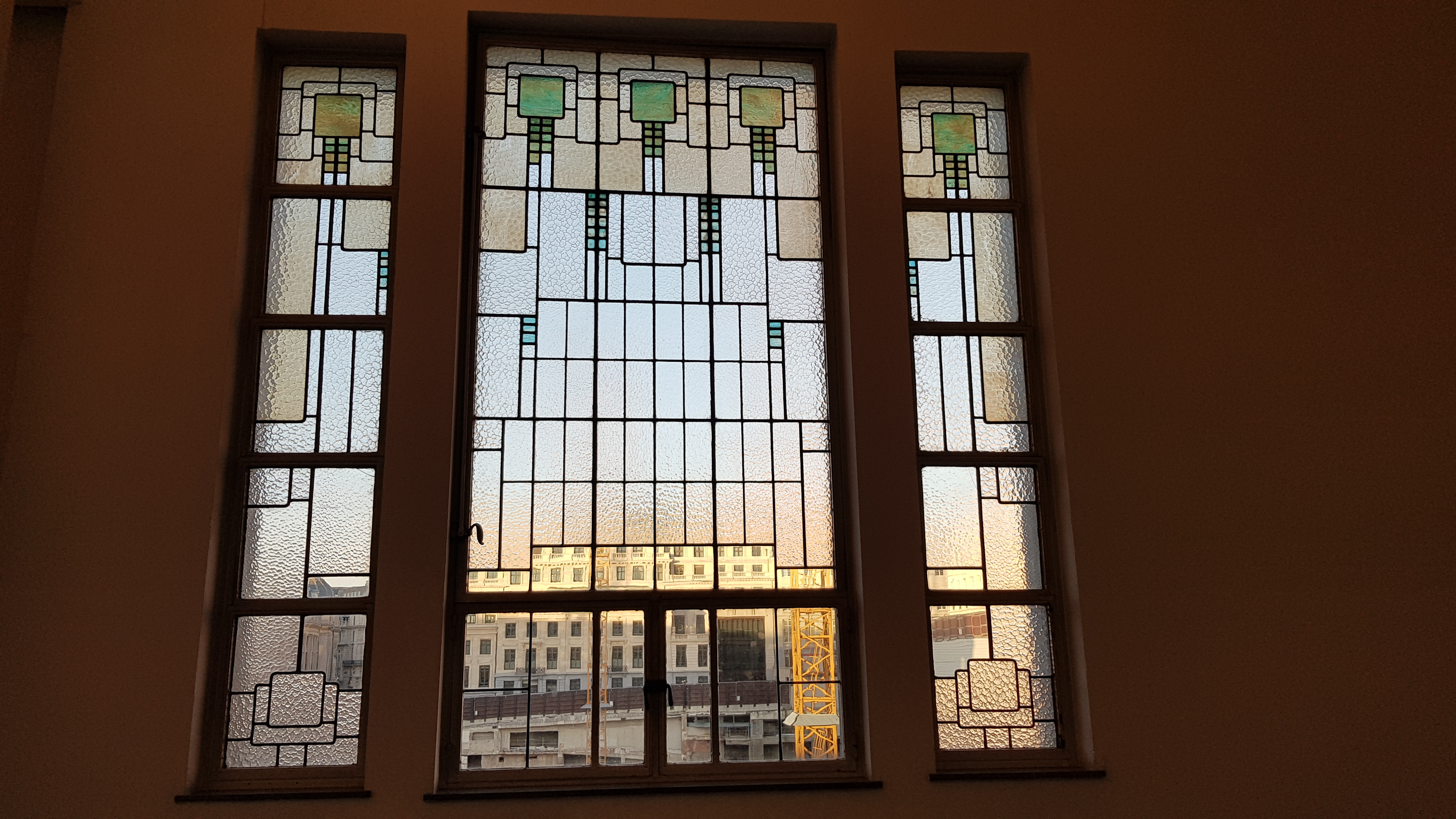
Window

## 外部連結
- 维基共享资源上的相關多媒體資源：王家美術宮
- 官方网站